# Bleekkopbamboespecht
De bleekkopbamboespecht (Gecinulus grantia) is een vogel uit de familie Picidae (spechten).

## Verspreiding en leefgebied
Deze soort komt voor in Zuidoost-Azië en oostelijk China en telt drie ondersoorten:
- G. g. grantia: van oostelijk Nepal en noordoostelijk India tot westelijk Myanmar.
- G. g. indochinensis: van zuidwestelijk China tot noordoostelijk Myanmar, Laos en Vietnam.
- G. g. viridanus: zuidoostelijk China.